# IC 1
IC 1 — об'єкт з оригінальної редакції індексного каталогу. За сучасними даними на його місці в сузір'ї Пегаса розташована подвійна зоря.